# 克里米乔
克里米乔（德語：Crimmitschau，發音：[ˈkʁɪmɪtʃaʊ] ⓘ）是德国萨克森州茨维考县的城市，面积61.15平方千米，2023年12月31日人口为18,479人。